# (206755) 2004 CJ2
(206755) 2004 CJ2 — астероїд головного поясу, відкритий 12 лютого 2004 року.
Тіссеранів параметр щодо Юпітера — 3,133.